# 2299 Ханко
2299 Ханко (2299 Hanko) — астероїд головного поясу, відкритий 25 вересня 1941 року.
Тіссеранів параметр щодо Юпітера — 3,354.